# Маркіз (фільм)
«Маркіз» — фільм 2011 року.

## Зміст
Тома – невдаха продавець сигналізацій, потрапляє на півроку до в'язниці за спробу «позичити» гроші з квартири одного з клієнтів. Опинившись у компанії запеклих кримінальників, Тома придумує собі легенду – насправді він знаменитий зломщик сейфів на прізвисько Маркіз, легендарний «ведмежатник», якого ніхто не знає в обличчя. Ця «безневинна брехня» допомагає йому вибитися в тюремні авторитети і забезпечує комфортну відсидку. Та слух про легендарного зломщика швидко виходить за межі в'язниці. Коли до довгоочікуваної свободи залишається всього тиждень, над в'язницею несподівано зависає вертоліт і загін «командос» викрадає нещасного Тома прямо з прогулянки, присипляє його й акуратно упаковує в оббитий поролоном ящик. Коли ж Тома приходить до тями, він перебуває вже за тисячу кілометрів від Франції, у столиці Філіппін Манілі, в компанії суворих і не дуже дружелюбних гангстерів. «Маркіз» отримує «пропозицію, від якої не можна відмовитися» – вкрасти 200 мільйонів доларів, які американський Федеральний резерв готує до авіатранспортування у США. Для цього треба «всього лише» розкрити суперскладний сейф новітньої системи, причому під носом у десятків озброєних охоронців. У Тома є тільки два способи врятувати своє життя – втекти або вкрасти 200 мільйонів. І те, й інше здається однаково неможливим.